# (21421) Nealwadhwa
(21421) Nealwadhwa (1998 FJ78) – planetoida z pasa głównego asteroid okrążająca Słońce w ciągu 3,28 lat w średniej odległości 2,21 j.a. Odkryta 24 marca 1998 roku.